# تشارلز ديباش
تشارلز ديباش (بالفرنسية: Charles Debbasch)‏، ولد يوم 22 أكتوبر 1937 في مدينة تونس، هو محام وأكاديمي فرنسي.